# Felix Hausdorff
Felix Hausdorff (n. 8 noiembrie 1868, Breslau, Regatul Prusiei – d. 26 ianuarie 1942, Bonn, Germania) a fost un matematician german.
Alături de Maurice René Fréchet, este creatorul topologiei.
A fost profesor de matematică la Bonn și Leipzig.
Lucrările sale au fost publicate sub pseudonimul Mangre Paul.
S-a ocupat de funcțiile de tip pozitiv din teoria mulțimilor.
Utilizând noțiunea de distanță între două mulțimi deschise, noțiune introdusă de Dimitrie Pompeiu, și care astăzi este o noțiune clasică, Hausdorff a scris un memoriu fundamental în această privință, introducând noțiunea de spațiu de mulțimi închise, având largi aplicații în topologie, contribuind astfel la dezvoltarea teoriei mulțimilor.
În 1914 a abstractizat noțiunea de spațiu funcțional, care a apărut în analiză, definind noțiunea generală de spațiu topologic, așa cum se utilizează astăzi, cu mici modificări.